# Djam Leelii
Albums de Baaba Maal et Mansour Seck
Wango
(1994)
Djam Leelii est un album de Baaba Maal et Mansour Seck, sorti en 1989.

## L'album
Il fait partie des 1001 albums qu'il faut avoir écoutés dans sa vie. 

### Titres
Tous les titres sont de Baaba Maal.
1. Lam Tooro (6:40)
2. Loodo (6:11)
3. Muudo Hormo (6:13)
4. Salminanam (4:29)
5. Maacina Tooro (Maasina Tooro) (5:49)
6. Djam Leelii (Jam Leelii) (6:02)
7. Bibbe Leydy (Ɓiɓɓe Leydi) (6:27)
8. Sehilam (6:24)
9. Kettodee (Kettoɗee) (4:54)

### Musiciens
- Baaba Maal, Mansour Seck : voix, guitares acoustiques
- Aziz Dieng : guitare électrique
- Mamad Kouyate : kora
- Jombo Kouyate : balafon
- Papa Dieye : percussions